# Énergie en Eswatini
Le secteur économique de l'énergie au Eswatini occupe une place prédominante dans le pays.
Elle fait appel essentiellement à la biomasse, Produits pétroliers et hydraulique .

## Géographie
Eswatini appelé Swaziland jusqu'en avril 2018, est un pays d'Afrique australe sans accès à la mer, bordé par l'Afrique du Sud et le Mozambique. C'est un petit pays, moins de 200 km séparent le nord du sud et 130 km l'est de l'ouest. La partie ouest du pays est en altitude, moins importante vers le centre. La frontière est du pays se distingue grâce aux monts Lebombo. Le climat est assez tempéré à l'ouest, mais il atteint les 40 °C dans l'est du pays en été. Le pays connaît d'importantes précipitations dans l'ouest et surtout en été.

## Contexte
L’État de la consommation d’électricité en Eswatini est modeste par rapport à la moyenne mondiale.
Les données pour l’année 2021 montrent que le pays dépend en grande partie de l’énergie fossile pour sa production d’électricité, bien que la part d’énergie bas carbone soit également présente. En 2018, l'approvisionnement total en énergie primaire  est de 1 499 ktep dont biomasse et déchets 49%, produits pétroliers 37%, charbon 2% et électricité 12%.
L’Eswatini dispose de 60 MW pour alimenter le royaume, mais mise sur les énergies renouvelables pour satisfaire au moins la moitié de la demande d’ici à 2030.
Selon les données de l’IRENA, la part des énergies renouvelables dans l’approvisionnement en énergie est passée de 74 % en 2015 à 68 % en 2020.
La biomasse (bois de chauffage) est le principal combustible domestique des ménages, mais aussi la principale source d'autoproduction d'électricité des industries du sucre, de la pâte à papier et des scieries, représentant environ 55 % de la consommation. Au cours des dix dernières années, l'augmentation de la  population les ressources en biomasse ont été mises sous pression.

## Énergie
Les principales sources d’énergie en Eswatini sont les suivantes :
- Énergie fossile : L’Eswatini dépend principalement des combustibles fossiles pour sa production d’électricité (charbon et pétrole).
- Énergie hydraulique : Les centrales hydroélectriques sont une source importante d’énergie.
- Énergie renouvelable : L’Eswatini s’efforce de développer les énergies renouvelables, l’énergie solaire et éolienne. Le pays a lancé des projets pour augmenter la part des énergies renouvelables dans son mix énergétique.

En 2021, le royaume d’Eswatini est sur le point de devenir producteur autosuffisant d’électricité  grâce à la diversification de ses sources de production, ce qui devrait augmenter les revenus du pays et développer le secteur énergétique.

## Plans pour le développement d'énergies alternatives
L’Eswatini met en œuvre des projets pour développer les énergies renouvelables :
- Catalyseur pour la transition énergétique en Eswatini 2024 : Le ministère de la Planification économique et du Développement en collaboration avec l’Union européenne (UE), invite à faire des propositions visant à renforcer le développement durable et inclusif des chaînes de valeur clés grâce à des investissements dans les énergies renouvelables et l’efficacité énergétique. Cet appel vise à soutenir les petits exploitants agricoles, les entreprises agricoles, les femmes, les jeunes et les personnes/groupes vivant dans des situations vulnérables[5].
- Projets d’énergie renouvelable en cours :
- 40 MW d’énergie solaire : L’Eswatini travaille sur la génération supplémentaire de 40 MW d’énergie solaire[6]..
- Centrale électrique à biomasse de 40 MW : Un projet de centrale électrique à biomasse de 40 MW est également en cours. Un producteur indépendant d’électricité pour mener à bien ces projets[7].
- Plan directeur de l’énergie de l’Eswatini, 2050 :
  - Objectif de 50 % d’énergie renouvelable dans le mix énergétique pour la production d’électricité.
  - Objectif d’accès à l’énergie moderne pour tous les ménages d’ici 2030.
  - Développement prévu de 40 MW d’énergie solaire photovoltaïque et d’un projet de 40 MW de biomasse d’ici 2024.
  - Objectif de sécurité énergétique d’ici 2026 (capacité de production de base)[8].

Ces initiatives visent à promouvoir une transition vers des sources d’énergie durables et à répondre à la demande croissante d’électricité en Eswatini